# Cuza Vodă, Galați
Cuza Vodă este o comună în județul Galați, Moldova, România, formată numai din satul de reședință cu același nume. Se află lângă Suhurlui, la o altitudine de 33 m deasupra nivelului mării. Are o suprafață de 27,49 km². Populația este de 2.281 locuitori, determinată în 1 decembrie 2021, prin recensământ, chestionar.

## Așezare
Comuna se află în sudul județului, pe malurile pârâului Suhurlui. Este străbătută de un tronson comun al șoselelor județene DJ251 și DJ255, care o leagă spre sud de Slobozia Conachi și spre nord de Pechea.

## Istorie
Satul Cuza Vodă a fost înființat în 1879, cu ocazia împroprietăririi „însurățeilor” și a fost arondat comunei Slobozia Conachi din plasa Siretul a județului Covurlui. Comuna a apărut în anul 2005, prin Legea nr. 67 din 23 martie 2005, când satul s-a separat de comuna Slobozia Conachi din județul Galați.

## Demografie
Componența etnică a comunei Cuza Vodă
     Români (93,38%)
     Alte etnii (0%)
     Necunoscută (6,62%)
Componența confesională a comunei Cuza Vodă
     Ortodocși (91,76%)
     Alte religii (1,23%)
     Necunoscută (7,01%)
Conform recensământului efectuat în 2021, populația comunei Cuza Vodă se ridică la 2.281 de locuitori, în scădere față de recensământul anterior din 2011, când fuseseră înregistrați 2.580 de locuitori. Majoritatea locuitorilor sunt români (93,38%), iar pentru 6,62% nu se cunoaște apartenența etnică. Din punct de vedere confesional, majoritatea locuitorilor sunt ortodocși (91,76%), iar pentru 7,01% nu se cunoaște apartenența confesională.

## Politică și administrație
Comuna Cuza Vodă este administrată de un primar și un consiliu local compus din 11 consilieri. Primarul, Dănuț Codrescu[*], de la Partidul Social Democrat, este în funcție din 2005. Începând cu alegerile locale din 2024, consiliul local are următoarea componență pe partide politice:
|  | Partid                          | Consilieri | Componența Consiliului | Componența Consiliului | Componența Consiliului | Componența Consiliului | Componența Consiliului | Componența Consiliului |
|  | ------------------------------- | ---------- | ---------------------- | ---------------------- | ---------------------- | ---------------------- | ---------------------- | ---------------------- |
|  | Partidul Social Democrat        | 6          |                        |                        |                        |                        |                        |                        |
|  | Partidul Național Liberal       | 4          |                        |                        |                        |                        |                        |                        |
|  | Alianța pentru Unirea Românilor | 1          |                        |                        |                        |                        |                        |                        |